# نوع بيانات مجرد
نوع بيانات مجرد أو نوع معطيات مجرد في علوم الكمبيوتر هو نموذج رياضي لأنواع البيانات التي تُحدد من خلال سلوكها (دلالاتها) من وجهة نظر مستخدم البيانات، وتحديدًا من حيث القيم المحتملة، والعمليات المحتملة على هذا النوع وسلوك هذه العمليات. يتناقض هذا النموذج الرياضي مع بنية البيانات، وهي تمثيلات ملموسة للبيانات، وهي وجهة نظر المنفذ، وليس المستخدم.